# Шіт-Гарбор 36
Шіт-Гарбор 36 (англ. Sheet Harbour 36) — індіанська резервація в Канаді, у провінції Нова Шотландія, у межах графства Галіфакс.

## Населення
За даними перепису 2016 року, індіанська резервація нараховувала 25 осіб, показавши зростання на 66,7%, порівняно з 2011-м роком. Середня густина населення становила 49,1 осіб/км².

## Клімат
Середня річна температура становить 6,4°C, середня максимальна – 22,1°C, а середня мінімальна – -10,9°C. Середня річна кількість опадів – 1 585 мм.
| Клімат поселення                              | Клімат поселення | Клімат поселення | Клімат поселення | Клімат поселення | Клімат поселення | Клімат поселення | Клімат поселення | Клімат поселення | Клімат поселення | Клімат поселення | Клімат поселення | Клімат поселення | Клімат поселення |
| Показник                                      | Січ.             | Лют.             | Бер.             | Квіт.            | Трав.            | Черв.            | Лип.             | Серп.            | Вер.             | Жовт.            | Лист.            | Груд.            |                  |
| Середній максимум, °C                         | −0,29            | −0,49            | 3,62             | 8,90             | 13,95            | 19,11            | 21,88            | 22,10            | 18,36            | 13,01            | 8,15             | 2,24             |                  |
| Середня температура, °C                       | −5,51            | −5,71            | −1,6             | 3,68             | 8,73             | 13,89            | 18,13            | 18,38            | 14,62            | 9,28             | 4,40             | −1,5             |                  |
| Середній мінімум, °C                          | −10,72           | −10,92           | −6,81            | −1,53            | 3,50             | 8,66             | 14,41            | 14,64            | 10,89            | 5,53             | 0,68             | −5,23            |                  |
| Норма опадів, мм                              | 143              | 123              | 142              | 124              | 129              | 108              | 108              | 102              | 132              | 152              | 170              | 152              |                  |
| Середньомісячна швидкість вітру, м/с          | 6.22             | 6.02             | 5.85             | 5.36             | 4.87             | 4.48             | 4.11             | 4.09             | 4.68             | 5.58             | 6.02             | 6.58             |                  |
| Середньомісячна сонячна радіація, кДж/м²·день | 5078             | 8291             | 11973            | 15019            | 18080            | 20409            | 19964            | 17718            | 13599            | 8685             | 5090             | 3957             |                  |
| --------------------------------------------- | ---------------- | ---------------- | ---------------- | ---------------- | ---------------- | ---------------- | ---------------- | ---------------- | ---------------- | ---------------- | ---------------- | ---------------- | ---------------- |
| Джерело:                                      |                  |                  |                  |                  |                  |                  |                  |                  |                  |                  |                  |                  |                  |